# 青島武
青島 武（あおしま たけし、1961年 - ）は日本の脚本家、プロデューサー。

## 経歴・人物
静岡県出身。横浜放送映画専門学院（現・日本映画大学）を卒業後、20歳からフリーの製作部スタッフとして映画製作に携わり、1990年にオリジナルビデオ「DOOR II TOKYO DIARY」でプロデューサーを務める。1992年にVシネマ「とられてたまるか!」シリーズで脚本家デビュー（当時は上田武郎名義）。2012年、「あなたへ」で第36回日本アカデミー賞優秀脚本賞を受賞。

## 作品

### 映画
- 獅子王たちの夏（1991年） - プロデューサー
- 獅子王たちの最后（1993年） - プロデューサー
- 螢II 赤い傷痕（1995年） - プロデューサー
- お日柄もよくご愁傷さま（1996年） - プロデューサー
- 大安に仏滅!?（1998年） - プロデューサー
- 光の雨（2001年） - プロデューサー兼任
- 銀の男 六本木伝説（2002年）
- 銀の男 青森純情篇（2002年）
- ヴァイブレータ（2003年） - プロデューサー
- 樹の海（2005年） - プロデューサー兼任
- 三本木農業高校、馬術部 〜盲目の馬と少女の実話〜（2008年） - アソシエイト・プロデューサー
- 日輪の遺産（2011年） - プロデューサー兼任
- ツレがうつになりまして。（2011年）
- あなたへ（2012年）
- ゾウを撫でる（2013年） - 原案・脚本
- 東京難民（2014年）
- グラスホッパー（2015年）
- 追憶（2017年） - 原案脚本
- うちの執事が言うことには（2019年）

### テレビドラマ
- 作家 小日向鋭介の推理日記（1997年 - 1999年、テレビ朝日） - プロデューサー
- 蒼い瞳とニュアージュ（2007年、WOWOW）
- ヒトリシズカ（2012年、WOWOW）
- D×TOWN「痕跡や」（2012年、テレビ東京）
- ペコロス、母に会いに行く（2013年、NHK BSプレミアム）
- dele（2018年、テレビ朝日）
- 月曜プレミア8 横山秀夫サスペンス（2020年10月26日～、テレビ東京） - 脚本
- アバランチ（2021年、関西テレビ）

### オリジナルビデオ
- DOOR II TOKYO DIARY（1991年） - プロデューサー
- とられてたまるか!（1992年 - 1994年） - プロデューサー兼任
- 江戸むらさき特急（1995年）

## 著書
- 追憶（小学館文庫、2017年 ISBN 978-4094064032） - 映画「追憶」の原作小説